# Diego Novelli
Diego Novelli (Torino, 22 maggio 1931) è un politico e giornalista italiano.

## Biografia

### I primi anni
Diego Novelli nacque in una villetta di Via Cenischia, quartiere Borgo San Paolo, da famiglia torinese appena ritornata in città da Valdicastello Carducci (LU), dove i genitori si erano temporaneamente trasferiti per lavoro. Suo nonno, Natale Novelli, corista del Teatro Regio, fu assassinato nel 1922 da fascisti della prima ora, durante un assalto alla sede dell'allora cooperativa sociale di via Leinì, nel quartiere Barriera di Milano di Torino.
Ultimo di quattro fratelli (Walter, Ezio, Alfio), il piccolo Diego, durante gli anni del fascismo visse in Via Cesana, 66, presso il vicino quartiere Cenisia, quando il padre fu chiamato a lavorare in trasferta come tornitore presso il silurificio Whitehead di Fiume. Durante la seconda guerra mondiale la difficile situazione economica portò la famiglia ad impoverirsi e a trasferirsi presso Borgo Dora (Corso Giulio Cesare), dove la madre trovò lavoro in una portineria, ma la casa fu distrutta durante i bombardamenti dell'8 dicembre 1942. Sfollati quindi a Lombardore, nel basso Canavese, nel secondo dopoguerra ritornarono nel capoluogo. Tifoso del Torino Calcio, in gioventù giocò anche nei Pulcini. Tra impieghi come libraio e studi letterari, conseguì infine il diploma di scuola superiore.

### L'esperienza giornalistica
Nel 1951 venne assunto come giornalista per il quotidiano l'Unità, per il quale nel 1961 assunse la direzione della redazione piemontese. In quel periodo si sposò, ed ebbe il figlio Edoardo (il quale, trasferitosi a Roma, divenne anch'egli un giornalista, oltre che sociologo).
Dal 1970, iniziò anche una cospicua produzione di libri di saggistica. Nel 1972 fondò la rivista Nuova Società, e fu presidente dell'Associazione L'Altraitalia, che nel 1988 promosse la nascita del settimanale Avvenimenti. 
Nuova Società divenne online dal 2008 e ritornò cartacea dal 2016. Nel 1972 collaborò con Ettore Scola per la sceneggiatura del film Trevico-Torino - Viaggio nel Fiat-Nam, e nel 1980 con Gianni Serra per il film La ragazza di via Millelire. Fu anche direttore editoriale del settimanale La Rinascita della sinistra.

### La carriera politica
Si iscrisse al Partito Comunista Italiano, nel quale fu consigliere comunale della sua città a partire dal 1960. Nel giugno 1975 fu eletto sindaco del capoluogo piemontese, succedendo a Picco della DC, in una giunta che poteva contare anche sull'appoggio dei socialisti. Dal 1979 al 1982 fu anche Presidente della Federazione mondiale delle città unite, che riuniva i sindaci dei cinque continenti.
Novelli amministrò Torino nel difficile periodo dei cosiddetti anni di piombo. In questo periodo segnato dal terrorismo, si adoperò strenuamente insieme a due politici affini, Aldo Viglione e Dino Sanlorenzo, a combattere i cosiddetti opposti estremismi. Rimase in carica per dieci anni, fino al 1985, diventando il secondo sindaco più longevo nella storia della città dopo Peyron. Gli successe Giorgio Cardetti, già assessore socialista della sua giunta.
Già eletto al Parlamento europeo nel 1984, Novelli fu poi membro della Camera dei Deputati per ben quattro legislature, dal 1987 al 2001. Fece parte del Comitato centrale del PCI, fino allo scioglimento del partito. Nel 1991, quando il PCI modificò il suo nome in Partito Democratico della Sinistra, decise di non aderire a questa nuova formazione politica. Nel 1991, con Leoluca Orlando, Nando dalla Chiesa, Claudio Fava e Alfredo Galasso, diede vita al movimento politico e culturale La Rete.
Nel 1993, alle prime elezioni amministrative dopo la riforma della legge elettorale, che prevedeva l'elezione diretta dei sindaci per le grandi città, si candidò nuovamente per Torino, sostenuto dalla Rete e da Rifondazione Comunista, ed ottenne, al primo turno, il 36% dei voti, una percentuale superiore alla somma dei voti dei partiti che lo sostennero. Al secondo turno, tuttavia, fu sconfitto da Valentino Castellani, sostenuto da PDS, Verdi e Alleanza per Torino, che divenne, per i successivi otto anni, il sindaco della città.
Alle elezioni europee del 2004 si presentò nella Lista Di Pietro-Occhetto, ma non fu eletto. In quell'anno fu anche co-fondatore dell'associazione politica "Il Cantiere - per il bene comune".. Alle elezioni europee del 2009 si candidò con la lista di Sinistra e Libertà, non venendo eletto, in quanto la lista non superò la soglia di sbarramento del 4%. Sempre nel 2009, fu presidente dell'Associazione "Per la Sinistra" di Torino e presidente del Comitato Provinciale dell'ANPI dal 2011 fino al 2022.
Nel 2016 firma l'appello de Il Fatto Quotidiano a sostegno delle ragioni per il "No" per il referendum costituzionale sulla riforma Renzi-Boschi.

## Opere
- Dossier Fiat, Editori Riuniti, 1970
- Sicilia 71: una società disgregata, Gep 1971
- Inchiesta sui trasporti, Gep 1971
- Spionaggio Fiat, Editori Riuniti, 1974
- Lettere al Sindaco, Sei, 1979
- Vivere a Torino, Editori Riuniti, 1980
- Le bombe di cartapesta, Sei, 1983
- Il decennio della follia, Newton Compton Editori, 1989
- Michele Pellegrino - L'uomo della "Camminare insieme", Edizioni Gruppo Abele, 1986
- Vite sospese, Garzanti, 1988
- Per una cultura della città, EGA, 1988
- Una vita sospesa, Sellerio, 1991
- Il crocevia del Sempione, Frassinelli, 1994
- Una corona per Silvio, dramma in tre atti, Edizioni Grin, 1994
- 1980 - L'anno che cambiò l'Italia, Editori Riuniti, 1996
- Amor di patria, Daniela Piazza Editore, 1998
- Passi perduti. La vita politica italiana vista dal transatlantico di Montecitorio, Editori Riuniti, 2000
- Ho voglia di gridare, Editori Riuniti, 2002
- Com'era bello il mio Pci, Melampo Editore Archiviato il 17 maggio 2007 in Internet Archive., Milano, 2006
- Testimoni del nostro tempo - Ieri, oggi, domani, Daniela Piazza Editore, 2015

Ha inoltre curato la prima edizione di Genesi di una lettera pastorale, edito dalla Gep, e ha collaborato con il regista Ettore Scola al soggetto e alla sceneggiatura del film Trevico-Torino... Viaggio nel Fiat-Nam.